# Rubén Ramírez Lezcano
 (mars 2017).
Si vous disposez d'ouvrages ou d'articles de référence ou si vous connaissez des sites web de qualité traitant du thème abordé ici, merci de compléter l'article en donnant les références utiles à sa vérifiabilité et en les liant à la section « Notes et références ».
Pour les articles homonymes, voir Rubén Ramírez, Ramírez et Lezcano.
Rubén Ramírez Lezcano, né le 11 janvier 1966 à Asuncion, est un économiste et un homme politique paraguayen. Il est ministre des Affaires étrangères du 22 août 2006 au 15 août 2008 sous Nicanor Duarte Frutos, puis de nouveau depuis le 15 août 2023 sous Santiago Peña.

## Biographie
Né à Asuncion le 11 janvier 1966, il obtient un diplôme en économie de l'Université de Buenos Aires en 1987, une maîtrise en politique internationale de l'Université de la Sorbonne en 1989 et poursuit des études en administration des affaires à l'Université de Californie à Los Angeles en 1998.
En 2004, il devient ambassadeur au sein du ministère paraguayen des Affaires étrangères, puis en assume la direction en tant que ministre à partir du 22 août 2006, nommé par le président Nicanor Duarte Frutos.
En juin 2023, il est nommé par le président élu Santiago Peña comme ministre des Affaires étrangères. Il prend ses fonctions le 15 août suivant.
En plus de l'espagnol et du guarani, Ramírez Lezcano parle aussi l'anglais, le français et le portugais.